# Lucien Bia

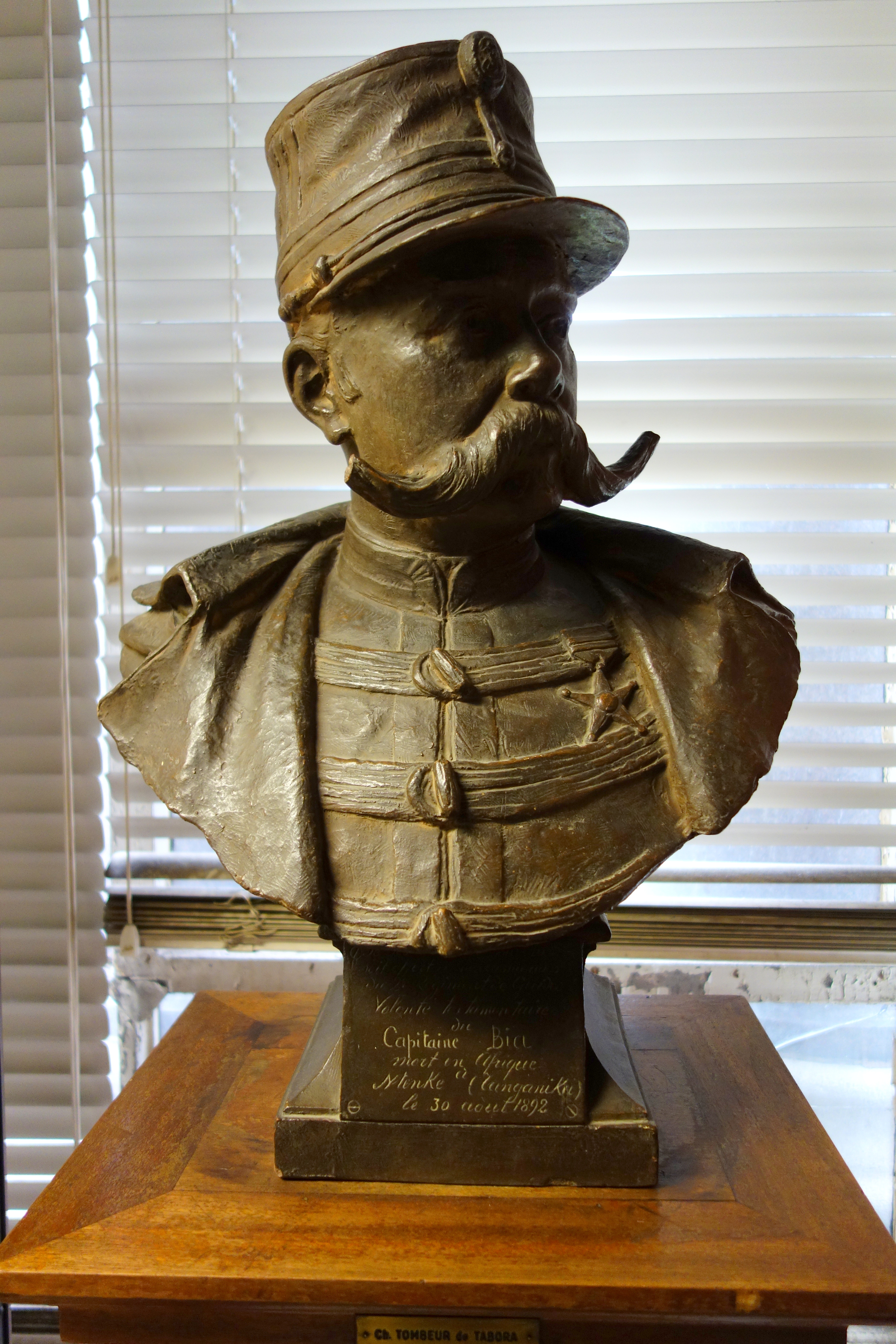
Bronzebüste eines unbekannten Künstlers von Lucien Bia

Lucien Bia (* 2. Dezember 1852 in Lüttich, Belgien; † 30. August 1892  in Tenke, Msidis Reich) war ein belgischer Soldat und Kolonialbeamter. Er diente ab Ende der 1880er Jahre für den belgischen König Leopold II. im Kongo-Freistaat und wurde dort für die Bia-Francqui-Mission bekannt, die die Bodenschätze von Katanga entdeckte.

## Biographie
Bia war der Sohn des Kaufmanns Joseph Bia und Marie Joséphine Pasquet. Am 7. November 1876 heiratete er die aus Frankreich stammende Émilie Brongniart, die 1877 bei der Geburt eines Kindes verstarb.
Er trat 1870 der belgischen Armee bei. Er wurde Leutnant der Kavallerie im 2e Régiment de Guides. 1887 trat er in den Dienst des Freistaats Kongo. Er wurde zunächst der topografischen Brigade im Bas-Congo zugeteilt und wurde 1888 Assistent von Hauptmann Guillaume Van Kerckhoven im Gebiet Bangala. Anschließend unterstützte er Francis Dhanis und Pierre Ponthier bei ihrer Mission, das rechte Ufer des Kongo-Flusses bei Upoto, Umangi und Yambinga zu besetzen. Anschließend wurde er auf eine Erkundungsmission nach Stanley Falls zum Sklavenhändler und Söldnerführer Tippu-Tip geschickt.
Im Mai 1890 kehrte er nach Belgien zurück. Im Jahr darauf wurde er im Auftrag der Compagnie du Katanga im Einvernehmen mit König Leopold II. mit einer Mission nach Katanga betraut. Es gab bereits Berichte über das mögliche Vorkommen von Gold und Kupfer in dieser Provinz, das vom Häuptling M‘Siri vom Stamm der Bayeke ausgebeutet wurde. Die Grenzen dieses Gebiets waren allerdings weder klar festgelegt noch kartiert. Ab Mai 1891 leitete Bia die Expedition, deren Ziel es war, eine koloniale Ordnung in dem Land herzustellen, die Grenzen zu sichern und die Existenz möglicher Gold- und Kupfervorkommen auf dem Territorium des Bayeke-Volkes zu überprüfen. Die aus 450 Eingeborenen bestehende Kolonne brach am 17. November auf, überquerte den Lomami und erreichte den Lualaba am 9. Januar 1892. Bia und Cornet erkundeten anschließend den Kabelesee, von dem der englische Entdecker Verney Lovett Cameron berichtet hatte. Die Expedition überquerte dann einen steilen Felskamm, die Bia-Berge, überquerte das Manika-Plateau und betrat das Gebiet des Häuptlings Bayeke M'Siri, wo sie mehrmals von Indigenen angegriffen wurde, die glaubten, sie käme dem Bayeke zu Hilfe. Zusammen mit Lucien Emile Francqui, einem seiner Stellvertreter, erkundete Bia die östliche Grenze des Gebietes, gelangte zunächst zum Mwerusee und dann den gesamten Luapula-Lauf hinauf, wobei er überall die Flagge des Freistaats Kongo hissen ließ. Mit Hilfe des Geologen Jules Cornet fanden sie zwar keine Spur von Gold, dafür aber große Kupfervorkommen, von dem die Region in der Zukunft profitieren würde.
Nachdem sie den Mwerusee am 25. April verlassen hatten, kamen Bia und Francqui am 4. August in Tenke an und trafen sich mit den anderen Expeditionsmitgliedern sowie dem Missionar Crawford. Bia, der an Leberproblemen litt und von der Reise erschöpft war, starb am 30. August 1892 in Tenke.
Unter der Leitung von Francqui erforschte die Expedition anschließend den Lualaba von seiner Quelle aus und kehrte am 11. Januar 1893 nach Lusambo zurück. Dank der Erkundung der Bia-Francqui-Expedition konnte Katanga weiter auf wissenschaftlicher Ebene erforscht werden und die späteren östlichen Grenzen des Freistaats Kongo wurden festgelegt.